# 炉霍杜鹃
炉霍杜鹃（学名：Rhododendron luhuoense），为杜鹃花科杜鹃花属下的一个种。

## 扩展阅读
維基物種上的相關：炉霍杜鹃